# Poljšak (priimek)
Poljšak je priimek več znanih Slovencev:
- Anton Poljšak (1852—1915), župan, mecen
- Andrej Poljšak (*1968), nogometaš
- Borut Poljšak (*1976), izr. prof. Zdravstvene fakultete UL
- Borut Poljšak (*1986), geodet, informatik, ekonomist in bančnik
- Leonard Poljšak (1895—1970), prosvetni in socialni delavec v ZDA
- Matjaž Poljšak (1951—2005), teoretični fizik, raziskovalec na inštitutu jožef štefan, doktor znanosti
- Marijan Poljšak (*1945), kemik in politik (poslanec, župan...)
- Olga Poljšak Škraban, socialna psihologinja
- Rastko Poljšak (1899—1994), telovadec
- Sanja Poljšak Pesan, pevka
- Tone Poljšak  (1929—2013), partizan, politik, diplomat, zgodov. publicist
- Zoran Poljšak (1919—1992), zdravnik kirurg, direktor Bolnišnice Šempeter pri Gorici